# Marek Maďarič
Marek Maďarič (ur. 23 marca 1966 w Bratysławie) – słowacki scenarzysta i polityk, w latach 2006–2010 i 2012–2018 minister kultury.

## Życiorys
W 1989 ukończył studia w Wyższej Szkole Sztuk Scenicznych w Bratysławie. Pracował w redakcji literackiej słowackiej publicznej telewizji STV (w tym jako zastępca jej redaktora naczelnego i redaktor naczelny) oraz jako niezależny scenarzysta. Później zatrudniony w agencji reklamowej.
Zaangażował się w działalność polityczną w ramach partii SMER, był etatowym działaczem partyjnym, kierował działem mediów i prasy tej partii (2000–2002) oraz pełnił funkcję asystenta parlamentarnego (2002–2006). Zasiadał w radzie słowackiej telewizji, prowadził też własną działalność gospodarczą w zakresie doradztwa medialnego.
W wyborach w 2006, 2010, 2012 i 2016 z ramienia partii SMER wybierany na posła do Rady Narodowej. Od 2006 do 2010 w pierwszym rządzie Roberta Ficy pełnił funkcję ministra kultury. Gdy w 2012 Robert Fico formował swój drugi gabinet, ponownie powierzył Markowi Maďaričowi kierowanie tym resortem. Stanowisko to utrzymał również w powołanym w 2016 trzecim rządzie tegoż premiera. 28 lutego 2018, w okresie kryzysu politycznego związanego z zabójstwem dziennikarza Jána Kuciaka, podał się do dymisji, kończąc urzędowanie tydzień później.